# Francis Marmande
Pour les articles homonymes, voir Marmande.
Francis Marmande est un écrivain, critique littéraire, dessinateur, critique et musicien de jazz français né à Bayonne le 10 janvier 1945. Il est aussi un passionné de corrida et un journaliste taurin dont les chroniques sont parues essentiellement dans Le Monde.

## Biographie
Ancien élève de l’École normale supérieure de Saint-Cloud (lettres) (promotion 1966), Francis Marmande est titulaire d'une agrégation de lettres modernes et d'un doctorat ès-lettres dont la thèse s'intitule Georges Bataille politique, laquelle est publiée aux Presses universitaires de Lyon en 1985.
Il est professeur émérite de l’université Paris 7 - Denis Diderot, où il a animé le laboratoire Littérature au présent et donné des cours de lecture du roman et de musique (principalement orienté vers le jazz et son développement politique et esthétique).
Avec son ami Michel Surya, il coanime la revue philosophique et politique Lignes de 1987, date de sa création, à 2001. Également dessinateur, il a illustré la page de sommaire de Jazz Magazine de 1976 à 1994, des couvertures de livres, notamment de Perec et Sartre,  ainsi que le livre de Florence Delay, de l'Académie française, Œillet rouge sur le sable. L'ouvrage comporte notamment en première page un dessin représentant quatre areneros transportant un matador blessé. Plusieurs taureaux noirs sont disposés en lettrines ou en culs-de-lampe, encornant le matador ou recevant les banderilles. Chaque chapitre est interrompu par un dessin pleine page : le picador, le torero renversé et bien d'autres. Le livre s'achève sur un dessin d'arène avec le public, le taureau et le torero étendu sur le sable du ruedo, sans doute mort - manière de clin d'œil à l'Histoire de l'œil de Georges Bataille, écrivain sur lequel Francis Marmande a publié, outre sa thèse, plusieurs essais, articles, et organisé des colloques (notamment celui d'Orléans en novembre 1997, intitulé Bataille-Leiris, l'intenable assentiment au monde). Il a également dirigé l'édition des trois derniers volumes des Œuvres complètes de Bataille, parus aux Éditions Gallimard en 1987 et 1988.
En 1989, il écrit les paroles pour trois titres du disque de Tony Coe Les voix d'Itxassou (produit pour Nato par Jean Rochard), dont le premier (qui a indirectement donné son titre à l'album) est dit par Françoise Fabian. 
En 1997, Francis Marmande est coréalisateur, avec Jean-Louis Comolli, du film Le Concerto de Mozart, autour du Concerto pour clarinette de Mozart, que Michel Portal interprète avec sept musiciens,.
Contrebassiste de jazz, il participe au disque La nuit est au courant du « Jac Berrocal Group ». Critique de jazz, Francis Marmande a collaboré à la revue Jazz Magazine de 1971 à 2000. À partir de 1977, il donne régulièrement au journal Le Monde des articles traitant de jazz, de tauromachie et de littérature puis, à partir de 2006, y tient une chronique régulière.
En 2006, une adaptation théâtrale de son roman Jesus Camacho 404 284 voit le jour sur les planches du MC93 Bobigny, bien reçue par la critique, notamment dans Libération et dans Le Figaro. On y retrouve un petit groupe d'acteurs-musiciens évoluant au gré de voyages en Asie, autour de questions philosophiques et historiques, sur fond de jazz et d'histoires de musique afro-américaine.
Passionné et défenseur de la corrida, il est aussi revistero (chroniqueur taurin), ses articles paraissant dans Le Monde à l'occasion de grands événements tauromachiques.

## Publications
- Bataille politique, Presses universitaires de Lyon, 1985
- Œuvres complètes de Georges Bataille, tomes X, XI et XII, Gallimard, 1987-1988 (sous la direction de Francis Marmande)
- L’Indifférence des ruines : variations sur l'écriture du “Bleu du ciel”, éd. Parenthèses, coll. « Chemin de ronde », 1985
- La Mémoire du chien, éd. Fourbis, 1993
- Illustrations pour Œillet rouge sur le sable de Florence Delay, éd. Fourbis, 1994
- La Perfection du bonheur, éd. Descartes & Cie, 1994.  (ISBN 2-910301-07-9)
- Le Chemin des dames, éd. Fourbis, 1995
- La Housse partie, éd. Fourbis, 1997
- La Chambre d’amour, éditions du Scorff, 1997
- Suzanne un jour, avec Rodrigo de Zayas, éditions L'Esprit des péninsules, 1999
- Chutes libres, éd. Farrago, 2000
- Bataille-Leiris, l'intenable assentiment au monde, éditions Belin, 2000 (direction des Actes du colloque d'Orléans, novembre 1997)
- La Police des caractères, éditions Descartes et Cie, 2001
- Curro, Romero, y Curro Romero, éd. Verdier, 2001  (ISBN 2-86432-339-7)
- À partir du lapin, éd. Verdier, 2002  (ISBN 2-86432-359-1)
- Rocío, éd. Verdier, 2003  (ISBN 2-86432-393-1) (BNF 39053916)
- Préface de Le Cas Coltrane de Alain Gerber, éditions Parenthèse, 2004
- Le Pur bonheur, Georges Bataille, Lignes, 2011  (ISBN 978-2-35526-077-3)
- Faites les fêtes, Lignes, 2012
- Discours sur la légitimation actuelle de l'artiste de Paul Audi, suivi d'une discussion avec Francis Marmande, éditions Les Belles Lettres, coll. « Encre marine », 2012
- Postface de Préface à la transgression de Michel Foucault, Nouvelles Éditions Lignes, 2012
- Rebeyrolle, ouvrage collectif par Francis Marmande, Yannick Mercoyrol, Jean-Louis Prat, Jean d'Haussonville, Somogy, collection « Art », 2012